# Лютовский, Ежи
Ежи Лютовский (пол. Jerzy Lutowski; 23 июня 1918 или 1923, Львов, Польская Республика — 3 января 1985, Париж) — польский драматург, сценарист, прозаик.

## Биография
С 1938 года начал изучать медицину во Львовском университете. В сентябре 1939 года воевал добровольцем при обороне Львова, затем служил в военном госпитале. С 1941 года работал в вагонных мастерских во Львове, железнодорожником в Варшаве. После — в подпольной Армии Крайовой. Участник Варшавском восстания 1944 года, был санитаром батальона. В 1945—1949 года продолжил учёбу на медицинском факультете. Получил специальность врача.
Дебютировал как публицист в газете «Rzeczpospolita».
В 1951 году, как драматург дебютировал пьесой «Проба сил» (театр «Польски», Варшава), подымающей тему моральной ответственности врача. Вторая пьеса — «Возвышенность 35» (1951, театр «Пляцувка», Варшава) — о восстании силезских горняков в 1920 году.
К современной тематике Ежи Лютовский вернулся в трёх следующих популярных в Польше пьесах: «Семейное дело» (1952, театр «Атенеум», Варшава), «Крот» (1953, театр «Народовы», Варшава), «Беспокойное дежурство» (1955, театр «Народовы», Варшава; 1956, Театр им. Вахтангова, Москва), пьеса затрагивает проблему доверия к человеку.
Среди других пьес: «Освободители и освобождённые» (1957), «Очки» (1960, театр «Повшехны», Лодзь) и др.
Автор нескольких киносценариев.
В 1957—1963 годах был художественным руководителем киностудия «Czołówka». С 1966 года — старший ассистент Медицинской академии в Варшаве. Был председателем Союза польских писателей-медиков и вице-президентом Всемирного союза писателей-медиков.

## Избранные произведения
Проза
- Próba sił (1950)
- Wzgórze 35 (1951)
- Drzwi pancerne «B» (1952)
- Kret (1954)
- Ostry dyżur (1956)
- Szkoła dobroczyńców (1957—1965)
- Ostatni po Bogu (1968)

Драматургия
- Sprawa rodzinna (1952)
- Ostry dyżur (1955)
- Czarna Mańka (1959)
- Okulary (1961)

Киносценарии
- Cena barykady (1958)
- Загадочный пассажир (1959; совместно с Ежи Кавалеровичем)
- Красные береты (1962)
- Последний после Бога  (1968)
- Пан Володыёвский  (1969; совместно с Ежи Гофманом)